# Cercina
Cercina är ett släkte av insekter. Cercina ingår i familjen gräshoppor.
Kladogram enligt Catalogue of Life:
| Cercina | \| \| Cercina obtusa \| \| \| \| \| \| Cercina phillipsi \| \| \| \| |
|         | \| \| Cercina obtusa \| \| \| \| \| \| Cercina phillipsi \| \| \| \| |
|         | Cercina obtusa                                                       |
|         |                                                                      |
|         | Cercina phillipsi                                                    |
|         |                                                                      |